# Carl-Henric Svanberg
Carl-Henric Svanberg, född 29 maj 1952 i Porjus, är en svensk företagsledare. Svanberg, som är både civilingenjör och civilekonom, var fram till den 31 december 2009 verkställande direktör och koncernchef för Ericsson och tillträdde därefter som styrelseordförande för den brittiska energikoncernen BP (tidigare British Petroleum). Tidigare var han vd för Assa Abloy och han är hedersdoktor vid såväl Luleå tekniska universitet som Linköpings universitet. Sedan 2012 är han även styrelseordförande för AB Volvo. Sedan maj 2018 leder Svanberg lobbyorganisationen European Round Table of Industrialists. Dessutom är han ordförande för AI-kommissionen sedan december 2023.

## Biografi

### Uppväxt och utbildning
Fadern var ekonom vid Vattenfall AB och deltog i bygget av kraftverket i Porjus då Carl-Henric Svanberg föddes. Svanberg var aktiv i scoutrörelsen under uppväxten. Då Svanberg var 16 år flyttade familjen till Norrköping, där han gick på Hagagymnasiet. Efter gymnasiet var Svanberg byggnadsarbetare under ett år. Därefter utbildade han sig till civilingenjör inom teknisk fysik och elektroteknik vid Linköpings universitet 1973–1977. Senare blev han ekonomie kandidat i företagsekonomi (civilekonom) vid Uppsala universitet.

### Tidig karriär
Svanbergs karriär har formats i åttaårsperioder kring i tur och ordning ASEA, Securitas och Assa Abloy. Han började som elevingenjör 1978 på ASEA i Västerås, gick därefter till olika befattningar inom exportverksamhet av kraftanläggningar och metallurgianläggningar. 
Svanberg började på Securitas 1986 som vd för koncernens larmverksamhet och blev vice koncernchef 1988. Efter en stark expansion knoppade koncernen 1994 av sin låsverksamhet, Assa, som börsnoterades och fusionerades med det finländska bolaget Abloy. Svanberg var koncernchef för Assa Abloy 1994–2003. Ett hundratal bolag världen över förvärvades under denna period varvid bolagets omsättning ökade från 3 till 27 miljarder kronor och vinsten från 50 miljoner kronor till 2 miljarder kronor.

### Ericsson 2003–2009
Den 8 april 2003 tillträdde Carl-Henric Svanberg som koncernchef för Ericsson. Vid denna tidpunkt var Ericsson mitt inne i telekomkrisen och en omstrukturering av företaget påbörjad av företrädaren Kurt Hellström, en aktieemission var beslutad och anställda hade sagts upp. Svanberg fick slutföra neddragningarna och presenterade själv det största neddragningspaketet under hela processen vid sin första kvartalsrapport i april 2003.
Med ett nytt ledarskap och en ny koncernstruktur inledde Svanberg en offensiv som ledde till att bolaget för första gången genererade rejäla kassaflöden och marginaler. Det nystartade Sony Ericsson gick också in i en period av god lönsamhet och bidrog med ytterligare vinster. Hela telekommarknaden omstrukturerades kraftigt under denna period och 10–12 aktörer på tillverkarsidan reducerades till 4–5 och trots att Ericsson varit uträknat av media så hade man vid Svanbergs avgång en världsledande marknadsandel på 30–35 procent inom mobila nät, dubbelt så mycket som närmaste konkurrent. 
När Svanberg tillträdde hade det nya affärsområdet Services, som startats av Bert Nordberg och sedan drivits vidare av Hans Vestberg, en omsättning på cirka 25 mdr SEK. När han lämnade över VD-skapet till efterträdaren Vestberg hade omsättningen inom Services ökat till drygt 70 mdr SEK. Ericsson hade då också avancerat till att vara en av världens fem största programvaruleverantörer i och med att produktutvecklingen i området telekom till stor del består av just programvara. Den 11 september 2007, i London, gav Svanberg, på bolagets kapitalmarknadsdag, i motsats till förväntningarna en relativt neutral bild av Ericssons och telekommarknadens framtid. En dryg månad senare, den 16 oktober, gick Ericsson ut med en varning om att bolagets resultat skulle bli avsevärt lägre än marknadens förväntningar. Svanbergs agerande kom att kritiseras och hans framtoning en månad tidigare uppfattades av vissa aktieägare och media som vilseledande. Bolaget blev av börsövervakningen anmäld till börsens disciplinnämnd, som efter noggrann analys friade såväl bolaget som Svanberg från kritiken. Den 25 juni 2009 meddelade Ericsson att Carl-Henric Svanberg skulle sluta som verkställande direktör och koncernchef för Ericsson och bli ordförande för brittiska BP. Hans efterträdare på Ericsson blev Hans Vestberg.

#### Ekonomisk kompensation
Källa: E24.se 
| År      | Lön, bonus och övriga förmåner (SEK) | Pensioner (SEK) |
| ------- | ------------------------------------ | --------------- |
| 2009    | 15 200 000                           | 8 815 150       |
| 2008    | 20 423 391                           | 8 815 150       |
| 2007    | 25 864 986                           | 7 250 833       |
| 2006    | 24 042 610                           | 6 493 648       |
| 2005    | 22 167 646                           | 6 935 475       |
| 2004    | 22 327 763                           | 5 850 000       |
| 2003    | 8 792 323                            | 4 532 000       |
| Totalt: | 138 798 749                          | 48 692 256      |

### BP
Svanberg tillträdde som styrelseordförande för BP i april 2010 och ersatte då den förre ordföranden Peter Sutherland. Endast några dagar efter det att han tillträtt sin nya post, den 20 april, drabbades BP av oljeläckan i Mexikanska golfen; en katastrof då Deepwater Horizon, en av bolagets inhyrda oljeplattformer som borrade olja i Mexikanska golfen, exploderade och sjönk. Detta ledde till att rörledningar slets av och råolja flödade ut i havet.
Svanberg blev kritiserad för att han initialt intog en avvaktande hållning och inte fann det vara påkallat att uttala sig angående katastrofen. Svanberg försvarade sig senare med att hänvisa till, att kommenterandet av händelsen och dess utveckling var en operativ fråga för VD:n Tony Hayward, och att det var betydelsefullt med enhetlig kommunikation externt.
Den 16 juni 2010 lyckades till slut BP-ledningen, inkluderande Svanberg, få till ett krismöte med USA:s president Barack Obama, vid vilket BP presenterade sin plan om att instifta en fond för kompensationsutfästelser för de som drabbats av oljeutsläppet.
Efter mötet och inför pressuppbådet utanför Vita Huset, bad Svanberg det amerikanska folket om ursäkt, genom att betona att BP visst bryr sig om "the small people". Den olycksaliga och stötande felsyftningen förrådde inte endast en bristande språkkänsla, utan förorsakade även omedelbara reaktioner, såväl på plats som i världspressen. I svenska medier riktades kritik mot BP-direktörernas ledarskap.

### Volvo
I december 2011 föreslogs Svanberg som ny styrelseordförande för AB Volvo av företagets valberedning, då den sittande ordföranden Louis Schweitzer hade avböjt omval. Han tillträdde som styrelseordförande vid bolagsstämman den 4 april 2012.

## Familj
Svanberg är far till tre barn och han har varit gift med professor Agneta Skoog Svanberg. Svanbergs favoritklubb är Djurgårdens IF och han ingår i styrelsen för Djurgårdens IF Hockey. Han har spelat i IF Björklövens juniorlag under sin tid i Umeå. Svanberg är intresserad av segling och äger en 24-meters Swanbåt, som han givit det latinska namnet "Cygnus Montanus II".